# 奧中山高原站
奧中山高原站（日语：／ Oku-nakayama kōgen eki */?）是位於岩手縣二戶郡一戶町中山，屬於IGR岩手銀河鐵道的岩手銀河鐵道線車站。

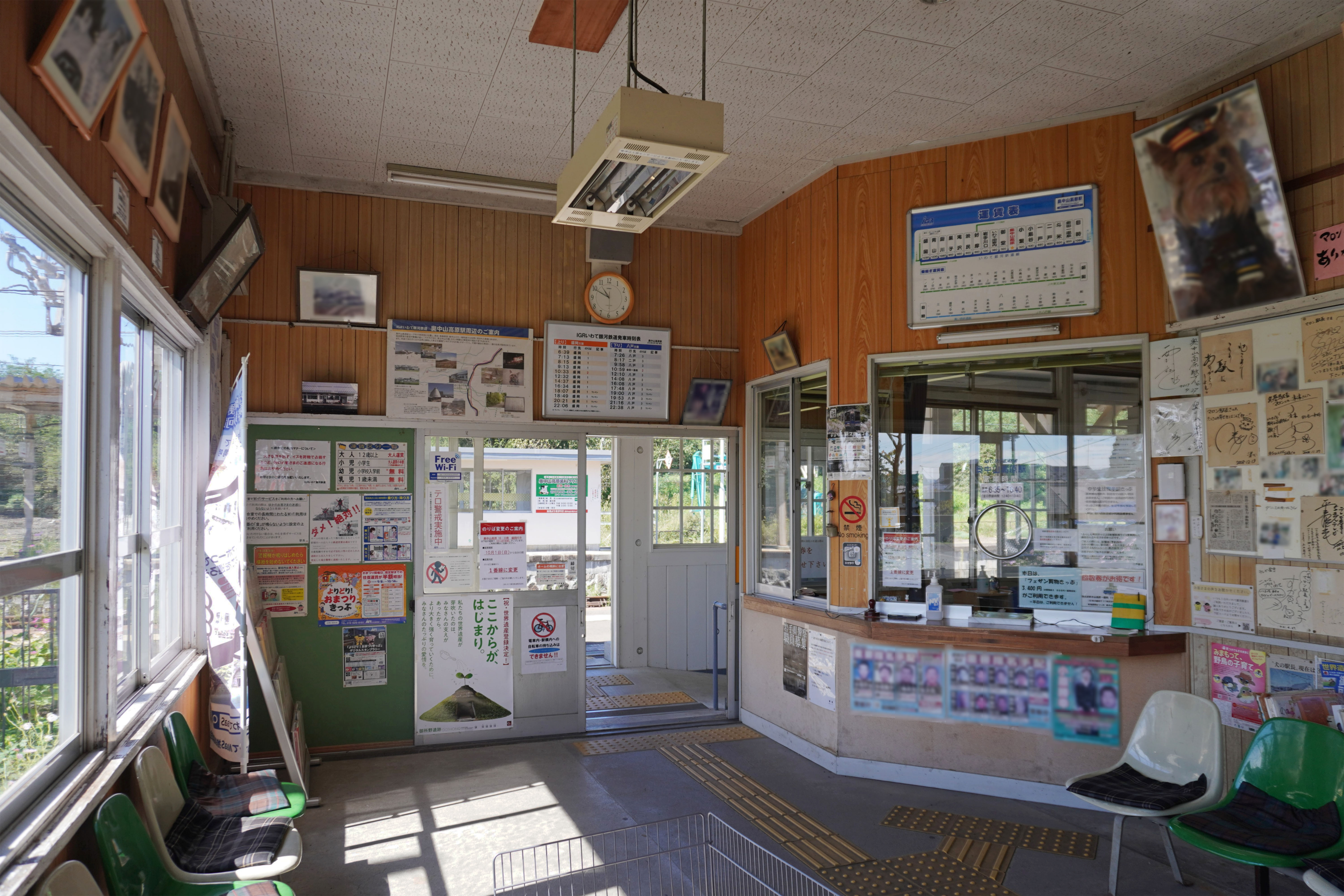
驗票口(2023年9月)

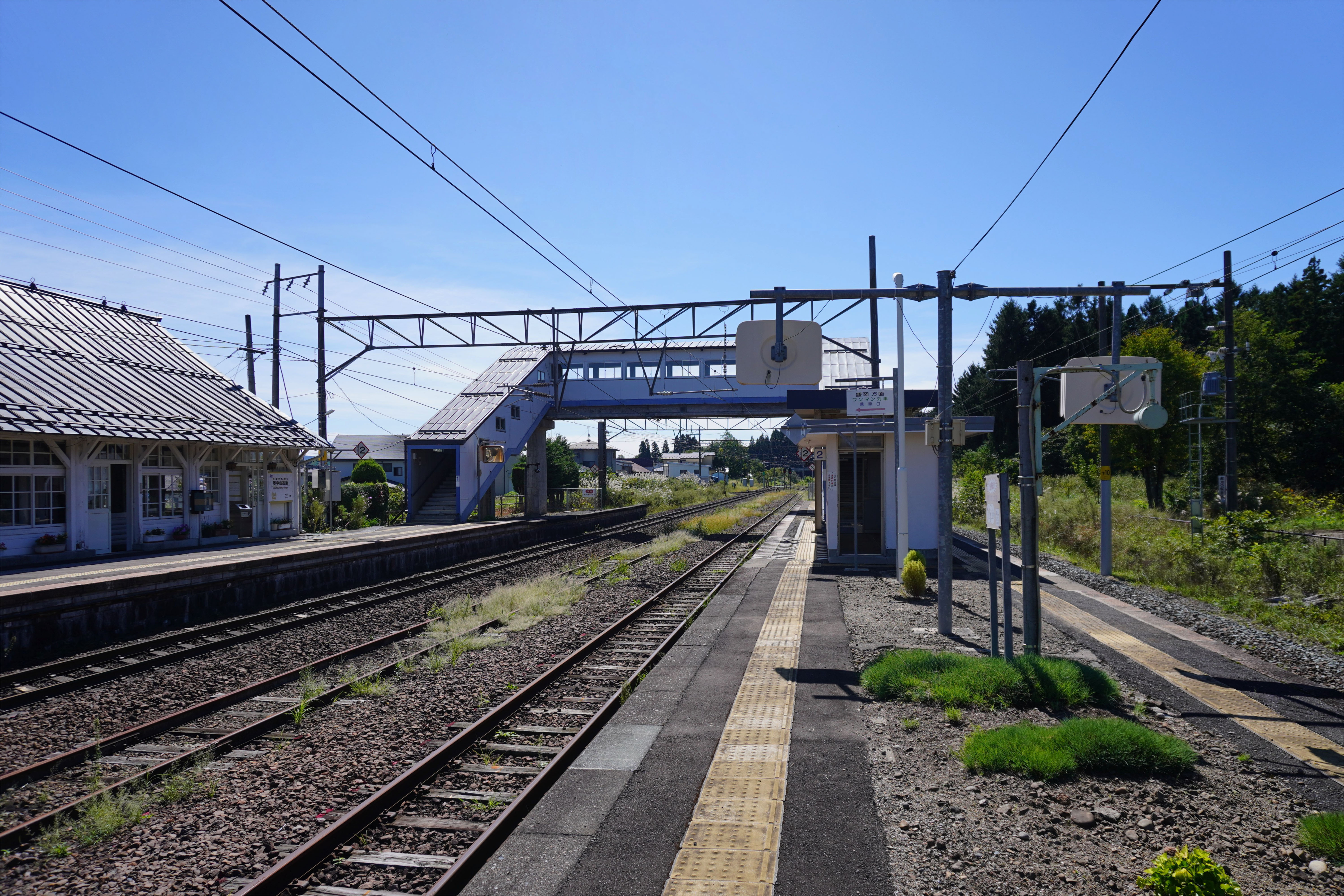
月台(2023年9月)

## 歷史
- 1891年（明治24年）9月1日：日本鐵道東北本線盛岡站至青森站之間開業，此站啟用。當時名為中山站（日语：／）。
- 1906年（明治39年）11月1日：日本鐵道根據鐵道國有法（日语：鉄道国有法）而國有化。成為官設鐵道的車站。
- 1915年（大正4年）9月11日：改名為奧中山站（日语：／）。
- 1971年（昭和46年）8月15日：終止貨物起卸業務。
- 1985年（昭和60年）3月14日：成為無人車站。但是管理車站繼續派遣車站職員至此站負責售票服務。
- 1987年（昭和62年）4月1日：伴隨國鐵分割民營化，車站由東日本旅客鐵道（JR東日本）營運。
- 2002年（平成14年）12月1日：東北新幹線延伸至八戶，此站變由IGR岩手銀河鐵道管理。同日車站改名為奧中山高原站[1]。
- 2008年（平成20年）6月24日：名譽站長（日语：名誉駅長）約克夏㹴「馬龍」就任[2]（詳見後述）。
- 2009年（平成21年）
  - x月：管理區域變更，此站由岩手沼宮內站管理改為二戶站管理。
  - 8月29日：名譽站長「馬龍」死去[3]。
- 2015年（平成27年）6月：約克夏犬「Mac」成為”站長見習生”[4]。
- 2017年（平成29年）6月21日：「Mac」因交通意外死亡[5]。

## 車站構造
本站是地面車站，設有1面1線的單式月台和1面2線的島式月台，共有2面3線的月台。此站是由二戶站管理的職員配置車站。在車站大樓中設有售票櫃臺，可購買硬身入場票和乘車票。

### 月台
| 月台 | 路線            | 上下行 | 方向                 | 備註                |
| ---- | --------------- | ------ | -------------------- | ------------------- |
| 1    | ■岩手銀河鐵道線 | 上行   | 岩手沼宮內、盛岡方向 |                     |
| 2、3 | ■岩手銀河鐵道線 | 下行   | 二戶、八戶方向       | 部分列車使用2號月台 |

## 使用狀況
根據「IGR岩手銀河鐵道」的資料，在2019年度（令和元年度）1日平均上下車人次為329人。
以下列出近年乘客人次：
| 乘車人次變化              | 乘車人次變化     | 乘車人次變化       | 乘車人次變化 |
| 年度                      | 1日平均 乘車人次 | 1日平均 上下車人次 | 參考資料     |
| ------------------------- | ---------------- | ------------------ | ------------ |
| 2000年（平成12年）        | 246（*1）        |                    | [ JR 1 ]     |
| 2001年（平成13年）        | 250（*1）        |                    | [ JR 2 ]     |
| 2002年（平成14年）(JR)    | 274（*1）        |                    | [ JR 3 ]     |
| 2002年（平成14年）(IGR)   |                  | 481                | [ IGR 2 ]    |
| 2003年（平成15年）        |                  | 452                | [ IGR 3 ]    |
| 2004年（平成16年）        |                  | 466                | [ IGR 4 ]    |
| 2005年（平成17年）        |                  | 441                | [ IGR 5 ]    |
| 2006年（平成18年）        |                  | 458                | [ IGR 6 ]    |
| 2007年（平成19年）        |                  | 413                | [ IGR 7 ]    |
| 2008年（平成20年）        |                  | 418                | [ IGR 8 ]    |
| 2009年（平成21年）        |                  | 412                | [ IGR 9 ]    |
| 2010年（平成22年）        |                  | 405                | [ IGR 10 ]   |
| 2011年（平成23年）        |                  | 361                | [ IGR 11 ]   |
| 2012年（平成24年）        |                  | 353                | [ IGR 12 ]   |
| 2013年（平成25年）        |                  | 377                | [ IGR 13 ]   |
| 2014年（平成26年）        |                  | 340                | [ IGR 14 ]   |
| 2015年（平成27年）        |                  | 355                | [ IGR 15 ]   |
| 2016年（平成28年）        |                  | 365                | [ IGR 16 ]   |
| 2017年（平成29年）        |                  | 368                | [ IGR 17 ]   |
| 2018年（平成30年）        |                  | 365                | [ IGR 18 ]   |
| 2019年（令和元年）        |                  | 329                | [ IGR 1 ]    |
| *1…當時車站名稱為奧中山。 |                  |                    |              |

## 車站周邊
- 國道4號
- 十三本木峠（日语：十三本木峠）（國道4號最高點）
- 奧中山高原溫泉、奧中山高原滑雪場（日语：奥中山高原スキー場）
- 岩手縣立兒童館 岩手兒童之森（日语：いわて子どもの森）
- 一戶町公所奧中山分所
- 二戶警署（日语：二戸警察署）奧中山駐在所
- 奧中山郵局（日语：奥中山郵便局）
- 岩手縣立盛岡美武支援學校奧中山校
- 岩手縣立中山之園
- 社會福祉法人 迦南之園

## 巴士路線
- 岩手縣北自動車（日语：岩手県北自動車）
  - 岩手兒童之森、一戶站、二戶站方向

## 狗站長「馬龍」
在2008年（平成20年）6月24日，一隻名為「馬龍」的狗（品種：約克夏㹴，雄性，2001年（平成13年）8月19日 - 2009年（平成21年）8月29日）就任名譽站長。同時為「馬龍」新設一個委託職員，以飼養「馬龍」。與和歌山電鐵貴志站的「小玉站長」和會津鐵道蘆之牧溫泉站的「Basu站長」一樣，在「動物站長」的話題中就任。「馬龍」站長除了有一頂特制的帽子外，還為了牠特製了一件制服。
此外，為了「馬龍」站長。鐵路公司製作了設有「馬龍」相片的手帶，並於此站發售。在2008年（平成20年）11月6日，全國開放發售「馬龍」的寫真集《站長馬龍》。該寫真由講談社出版，並只於書店中發售，無法在車站購買。
另外，結Cafe（位於二戶郡一戶町）以「馬龍」為主題製作了糖果，並於二戶站中發售。
在2009年（平成21年）春天，「馬龍」患上支氣管炎，並於同年8月29日逝世，終年9歲。在車站大樓內，展出了過往「馬龍」站長的相片。

### 後繼的「Mac」站長
在「馬龍」站長死去後約4年。於2013年12月，飼養「馬龍」的委託站員在此站發現一隻很像「馬龍」的約克夏㹴，並取名為「Mac」ref name="fmiwate_20131206" />。「Mac」與「馬龍」都是雄性，在成為站長為4歲。「馬龍」的頭比「Mac」的頭大一些，但是性格上與「馬龍」相似。
「Mac」的工程是與「馬龍」身前的工作相同，都是與委託站員一同招待乘客。隨後，在2015年6月進行IGR岩手銀河鐵道的股東大會中，匯報了「Mac」的工作表現報告。
在上述的股東大會中，「Mac」成為了「見習站長」後2年，於2017年6月21日上午，「Mac」因交通意外死亡。

## 相鄰車站
IGR岩手銀河鐵道
■岩手銀河鐵道
御堂－奧中山高原－小繫

## 注腳

### 使用狀況

#### JR東日本
1. ↑  . 東日本旅客鉄道.   [2019-02-03]. （原始内容存档于2018-02-13） （日语）.
2. ↑  . 東日本旅客鉄道.   [2019-02-03]. （原始内容存档于2019-04-02） （日语）.
3. ↑  . 東日本旅客鉄道.   [2019-02-03]. （原始内容存档于2019-04-02） （日语）.

#### IGR岩手銀河鐵道
1. 1 2   (PDF). IGRいわて銀河鉄道.   [2020-08-09]. （原始内容存档 (PDF)于2020-08-10） （日语）.
2. ↑   (PDF). IGRいわて銀河鉄道.   [2019-02-04]. （原始内容存档 (PDF)于2019-02-04） （日语）.
3. ↑   (PDF). IGRいわて銀河鉄道.   [2019-02-04]. （原始内容存档 (PDF)于2019-02-04） （日语）.
4. ↑   (PDF). IGRいわて銀河鉄道.   [2019-02-04]. （原始内容存档 (PDF)于2019-02-04） （日语）.
5. ↑   (PDF). IGRいわて銀河鉄道.   [2019-02-04]. （原始内容存档 (PDF)于2019-02-04） （日语）.
6. ↑   (PDF). IGRいわて銀河鉄道.   [2019-02-04]. （原始内容存档 (PDF)于2019-02-04） （日语）.
7. ↑   (PDF). IGRいわて銀河鉄道.   [2019-02-04]. （原始内容存档 (PDF)于2019-02-04） （日语）.
8. ↑   (PDF). IGRいわて銀河鉄道.   [2019-02-04]. （原始内容存档 (PDF)于2019-02-04） （日语）.
9. ↑   (PDF). IGRいわて銀河鉄道.   [2019-02-04]. （原始内容存档 (PDF)于2019-02-04） （日语）.
10. ↑   (PDF). IGRいわて銀河鉄道.   [2019-02-04]. （原始内容存档 (PDF)于2019-02-04） （日语）.
11. ↑   (PDF). IGRいわて銀河鉄道.   [2019-02-04]. （原始内容存档 (PDF)于2019-02-04） （日语）.
12. ↑   (PDF). IGRいわて銀河鉄道.   [2019-02-04]. （原始内容存档 (PDF)于2019-02-04） （日语）.
13. ↑   (PDF). IGRいわて銀河鉄道.   [2019-02-04]. （原始内容存档 (PDF)于2019-02-04） （日语）.
14. ↑   (PDF). IGRいわて銀河鉄道.   [2019-02-04]. （原始内容存档 (PDF)于2019-02-04） （日语）.
15. ↑   (PDF). IGRいわて銀河鉄道.   [2019-02-04]. （原始内容存档 (PDF)于2016-08-04） （日语）.
16. ↑   (PDF). IGRいわて銀河鉄道.   [2019-02-04]. （原始内容存档 (PDF)于2019-02-04） （日语）.
17. ↑   (PDF). IGRいわて銀河鉄道.   [2019-02-04]. （原始内容存档 (PDF)于2019-02-04） （日语）.
18. ↑   (PDF). IGRいわて銀河鉄道.   [2019-07-20]. （原始内容存档 (PDF)于2019-07-08） （日语）.

## 外部連結
- IGR岩手銀河鐵道 奧中山高原站 （页面存档备份，存于）（日語）